# Miquel Serra de Gaieta Bonet
Miquel Serra de Gayeta Bonet (Sa Pobla, 1879 - Pollença, 1932) pare de Francesc Serra de Gayeta d'Asprer, fou un empresari i estudiós químic i agrari que produí una terra per blanquejar l'oli i els greixos denominada “Hispanite”. Deixà inèdits alguns treballs de temàtica agrària, activitat a la qual també es dedicà.